# Charles Vermeire

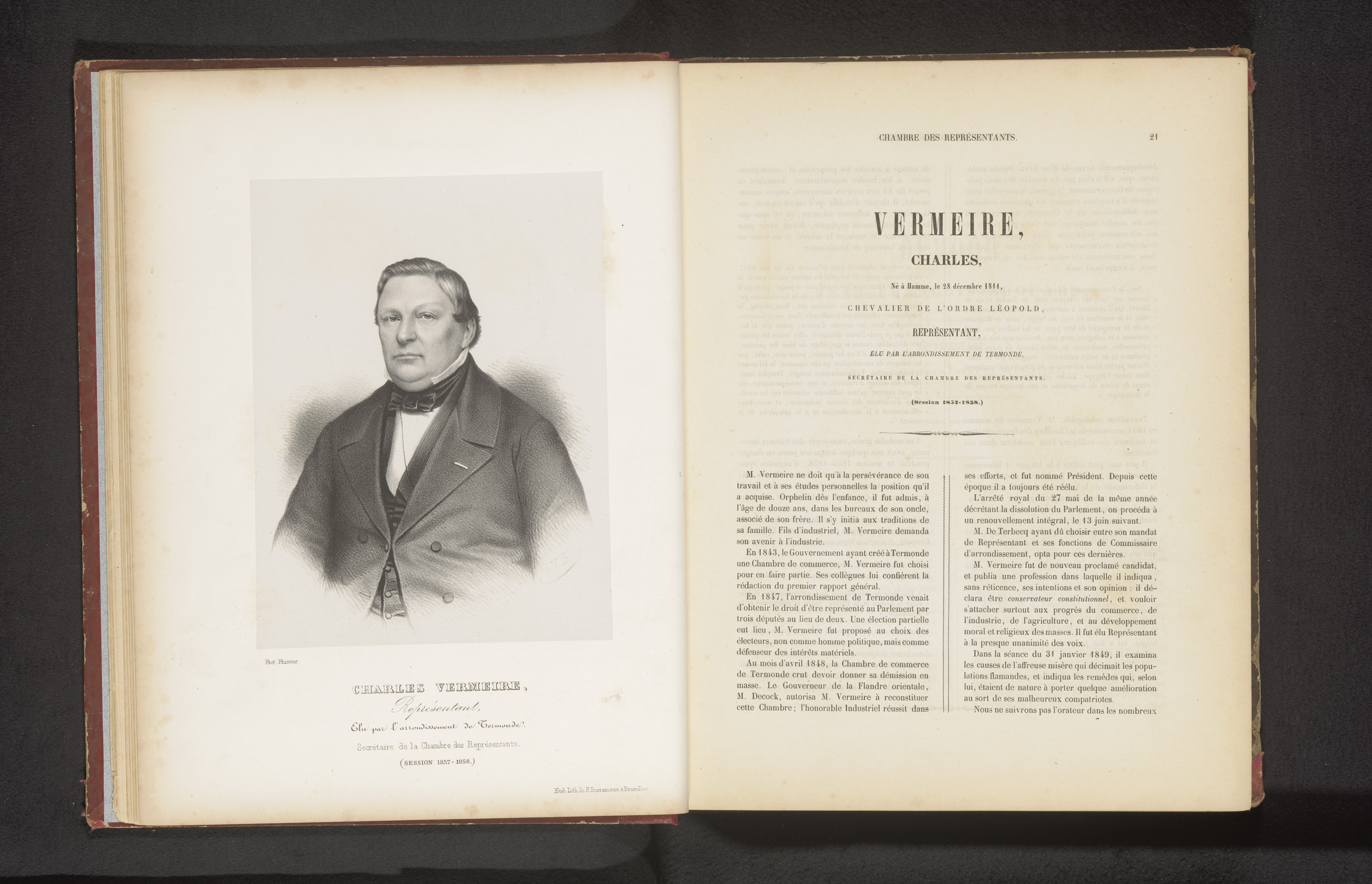
Reproductie van een foto van een portret van Charles Vermeire Charles Vermeire

Charles Vermeire (Hamme, 28 december 1811 - 13 december 1874) was een Belgisch volksvertegenwoordiger.

## Levensloop
Hij was een zoon van de touwslager Jean Vermeire en van Jeanne Boel. Hij bleef vrijgezel en werd eveneens touwslager.
In 1848 werd hij verkozen tot katholiek volksvertegenwoordiger voor het arrondissement Dendermonde en vervulde dit mandaat tot in 1874.
Hij was lid van Sint-Vincentiusgenootschap. Daarnaast was hij ook:
- voorzitter van de maatschappij voor de spoorweg Dendermonde - Sint-Niklaas,
- voorzitter van de Kamer van Koophandel van Dendermonde,
- lid van de Hoge Raad voor Industrie en Handel.